# Official髭男dism
Official髭男dism是在日本島根縣結成的流行搖滾樂團，於2012年組成。所屬經紀公司為Lastrum Music Entertainment，所屬唱片公司為波麗佳音內的IRORI Records。官方歌迷俱樂部稱為「BROTHERS」「Stand By You」。

## 團名由來
團名為楢崎誠所取，起因是看到練習的錄音室裡貼著一張蓄滿鬍子的外國吉他手的海報，靈光一閃就想出了這個名字。由於漢字與羅馬字的組合並不常見、在視覺上容易留下衝擊印象，因而以命名。加上「Official」僅為了視覺美觀，並沒有特別含義。並且當時島根縣的樂團名稱都很奇怪，無意間產生對抗意識而取出這樣的團名。
事後團員則賦予團名「即使到了適合留鬍子的年紀，也要繼續與團員們一起創作讓人心動的音樂」的意涵，並沿用至今。

## 活動狀態
藤原聰在島根大學就讀期間，與同為輕音部的學長楢崎誠、學弟松浦匡希以及還在高專就讀的好友小笹大輔，於2012年6月7日組成。
- 藤原聰訂下了能在島根縣在一個可容納約200人的Live House表演並滿場的目標，這是當地樂團從未實現過的目標。[10]
- 此後，2012年7月7日，樂團在LIVE&STUDIO 松江B1舉辦的活動「[Vongolecube]」中舉行了首次LIVE。
- 大學畢業後，藤原繼續他的樂團活動，並在當地銀行找到了一份工作。由於銀行工作繁忙，他沒有時間創作音樂，所以他騎著輕便摩托車，在銷售工作間隙停下摩托車，用iPhone上的語音備忘錄錄製剛想到旋律來創作音樂。
- 週末，他們會坐半天的夜車去東京現場表演，回到家已經是第二天早上了，藤原會回家洗個澡，之後就去上班。[11]楢崎在警察署兼職，在警察音樂隊（日语：警察音楽隊）吹薩克斯風，一半的工作時間研究音樂，一半的時間做辦公室工作。[12]

- 2014年3月2日，他們以〈愛なんだが…〉在エフエム山陰（日语：エフエム山陰）「第8回 Honda Cars 島根中央 presents V-air あまばん2013 グランプリ大会」中獲得大獎。[13]同年10月，他們在日本最大的 showcase live 音樂節「MINAMI WHEEL（日语：MINAMI WHEEL） 2014」上參加表演。
- 2015年4月22日，他們從獨立廠牌Lastrum發行了他們的第一張迷你專輯《ラブとピースは君の中(愛與和平就在你心中)（日语：ラブとピースは君の中）》。[14]
- 2016年2月，與Lastrum Music Entertainment（日语：ラストラム・ミュージックエンタテインメント）簽訂契約，並搬到了東京。最初，四個人住在一起。
- 2016年6月11日在韓國舉辦第一次海外演唱會共一場公演。
- 2016年6月15日，發行第二張迷你專輯《MAN IN THE MIRROR（日语：MAN IN THE MIRROR）》。7月，樂隊舉辦了首次單獨演唱會「Official髭男dism THE DAILY MIRROR tour 2016」，在4個場地進行了4場演出。
- 11月2日，第一張EP《What’s Going On?（日语：What’s Going On?）》發行。
- 2017年4月19日，發行第三張迷你專輯《レポート(Report)（日语：レポート）》。從6月開始，樂隊的第一次單人巡演「Official髭男dism one-man tour 2017」在5個場地進行5場演出。
- 2017年7月21日，發行首張數位單曲〈Tell Me Baby/ブラザーズ(brothers)〉。10月13日，發行首張數位限定EP《LADY》。12月，每月粉絲俱樂部「BROTHERS」成立。

2018
- 1月21日播出的《關JAM 完全燃SHOW』內的企劃「流行音樂製作人選出的2017年10首最佳歌曲」，音樂製作人蔦谷好位置（日语：蔦谷好位置）將〈Tell Me Baby〉評選為第二名。[15]
- 3月19日，宣布〈ノーダウト(無可置疑)（日语：ノーダウト）〉將作為富士電視台月9電視劇《信用詐欺師JP》的主題曲，該劇於4月11日開始播出。[16]信用詐欺師JP企劃‧製作人成河廣明：「聽了很多歌手的歌曲，感覺能和這部劇的故事情節貼合的不多，偶然在半夜看到了髭男的〈Tell Me Baby〉的MV，感覺真是不錯的曲子，於是第二天就去詢問合作了，真的是很偶然的相遇。我們也是想製作一部富有新意的電視劇，能讓這個獨立樂隊就此主流出道也滿有意思的[17][註釋 3] 。」4月10日，在澀谷modi 1F商店廣場舉辦的免費LIVE「Official髭男dismスペシャルフリーライブ」中，宣布將於4月11日在Pony Canyon以〈ノーダウト(無可置疑)（日语：ノーダウト）〉主流出道。[18]
- 4月11日，他們的第一張單曲〈ノーダウト(無可置疑)（日语：ノーダウト）〉和第一張專輯《エスカパレード(Escaparade)（日语：エスカパレード）》同時發行。〈ノーダウト(無可置疑)（日语：ノーダウト）〉連續16週登上Billboard JAPAN「Billboard Japan Hot 100」排行榜，此外，MV也榮獲「MTV VMAJ（日语：MTV VMAJ） 2018」的「最佳新人MV」獎。
- 10月17日，發行第二張EP《Stand By You EP（日语：Stand By You EP）》。主打歌〈Stand By You〉在全國27個FM/AM電台強力播放，10月播放量排名第一。此外，這首曲子成為第一首進入Billboard JAPAN「Hot 100」前十名的非合作歌曲。
- 11月，「Official髭男dism one-man tour 18/19」開始，在21個場地進行24場演出。

2019
- 1月24日，在東京NHK大廳舉行的「Official髭男dism one-man tour 18/19」公演中，計畫於2019年6月開始舉辦的one man巡演「Official髭男dism one-man tour 2019」的加演將在日本武道館舉行[19]。 4月1日，由楢崎誠擔任主持人的廣播節目《楢﨑誠のロヂウラベース（日语：ロヂウラベース）》（FM FUJI）即將開播。
- 5月15日，發行第二首單曲〈Pretender〉。這首歌被作為電影《信用詐欺師JP：浪漫篇》的主題曲，並成為樂隊首次登上Oricon周流媒體排行榜第一名。9月25日，該歌曲在Billboard JAPAN「Streaming Songs」上的串流媒體播放次數僅用了23週就突破了1億次，是當時歷史上最快的達成紀錄。2022年2月，〈Pretender〉累積播放量突破5億次。成為繼YOASOBI和BTS之後第三個突破5億串流媒體播放次數的歌曲。
- 7月8日，「Official髭男dism one-man tour 2019」將在日本武道館舉行追加公演。在這次演出中，他們宣布將於十月發行他們的第一張主要專輯，並將舉辦以這張專輯中的歌曲為主題的hall規模巡演[20]。 7月30日，宣布專輯名稱為《Traveler（日语：Traveler (Official髭男dismのアルバム)）》，並於10月9日發行。[21]
- 7月31日，發行第三首單曲〈宿命〉。這首歌被作為「2019 ABC電視台夏季高中棒球應援曲/ 熱闘甲子園」。此外，樂團首次以樂團身分登上Oricon每週數位單曲排行榜第一名。
- 9月11日，首張主要專輯《Traveler（日语：Traveler (Official髭男dismのアルバム)）》中的〈イエスタデイ(昨日)（日语：イエスタデイ）〉作為主打曲預先發行。此外，他們還宣布將於明年3月至6月舉辦樂團首次競技場規模巡演「Official髭男dism Tour 2020 -Arena Travelers-」，在11個場地進行28場演出。[22]
- 10月9日，發行首張主打專輯《Traveler（日语：Traveler (Official髭男dismのアルバム)）》。這張專輯首周售出86,159張，並在10月21日的Billboard JAPAN的「Hot Albums」中排名第一位。[23]
- 《Traveler（日语：Traveler (Official髭男dismのアルバム)）》於隔年3月12日在「第12回CDショップ大賞2020」中獲得大獎<赤>[24]。這是日本樂隊首次獲得此獎項。隔年9月3日，CD出貨量突破50萬張。這是自令和時代以來第一個日本樂隊發行的CD銷量超過50萬張的作品。[25]
- 10月26日起，將開始hall規模巡演「Official髭男dism Tour 19/20 -Hall Travelers-」，在24個場地進行29場演出。
- 11月14日，宣布將首次參加第70回NHK紅白歌合戰[26]，實現紅白初登場。12月31日，他們作為白組參加，演唱曲為〈Pretender〉。[27]

2020
- 2月12日，映像作品&現場專輯《Official髭男dism one-man tour 2019 @日本武道館（日语：Official髭男dism one-man tour 2019#映像化作品）》和第四張單曲〈I LOVE...〉同時發行。這首歌作為電視劇《戀愛可以持續到天長地久》的主題曲，於3月30日在Billboard JAPAN「Streaming Songs」上達成了980萬串流媒體播放次數，大幅超越了每周播放次數的最高記錄。
- 從4月1日起，每週三的廣播節目《SCHOOL OF LOCK!》（TOKYO FM系）開始播出「ヒゲダンLOCKS!」。他們一直負責該節目到隔年3月。同月，由於新型冠狀病毒的傳播，樂隊宣布推遲「Official髭男dism Tour 2020 -Arena Travelers-」的所有演出。
- 4月10日，發行第三張數位限定單曲〈パラボラ(拋物線)（日语：パラボラ (Official髭男dismの曲)）〉。
- 6月，宣布他們將隸屬於Pony Canyon新推出的附屬廠牌「IRORI Records（日语：IRORI Records）」[28]。7月10日，發行第四張數位限定單曲〈Laughter〉。這首歌被用作電影《信用詐欺師JP：公主篇》的主題曲。
- 8月5日，發行第三張EP《HELLO EP（日语：HELLO EP）》。主打曲〈HELLO（日语：HELLO (Official髭男dismの曲)）〉被用作富士電視台《鬧鐘電視》的主題曲。
- 9月26日，樂隊首次在線上直播LIVE「Official髭男dism ONLINE LIVE 2020 -Arena Travelers-（日语：Official髭男dism ONLINE LIVE 2020 -Arena Travelers-）」七個直播平台上播出[29]。在這次表演中，藤原說：「我們將原本要進行的競技場巡演的內容與直播才能提供的創新混合在一起。我們希望向每個觀看它的人傳達音樂的樂趣。」[30]
- 12月，Billboard JAPAN公布的2020年榜中，樂隊獲得「音樂藝術家100名」第一位。
- 12月31日參加第第71回NHK紅白歌合戰，為第二次參加紅白。演唱曲為〈I LOVE...〉。[31][32]

2021
- 1月7日，開設了年度會員制粉絲俱樂部「Stand By You」，並於 2 月 24 日發行了第五首單曲〈Universe（日语：Universe (Official髭男dismの曲)）〉，這首歌被用為電影《大雄的宇宙小戰爭 2021》的主題曲。[33]
- 4月18日，他們舉行了第二次線上LIVE「Official髭男dism FC Tour Vol.2 - The Blooming Universe ONLINE -」。他們演唱了粉絲俱樂部舉辦的歌曲投票中排名靠前的歌曲，以及成員們想演唱的歌曲等。[34]作為本次演出的一部分，宣布將於6月23日・24日在神奈川縣・ぴあアリーナMM舉行三場有觀眾的one man LIVE「Official髭男dism Road to「one-man tour 2021-2022」。此外，直播後，他們宣布將為電視動畫《東京卍復仇者》所創作片頭曲〈Cry Baby (Official髭男dism歌曲)〉。[35]
- 時隔一年四個月的有觀眾的one man LIVE「Official髭男dism Road to 「one - man tour 2021-2022」（日语：Official髭男dism Road to 「one - man tour 2021-2022」）」，在6月24日晚場公演中，宣布將於8月18日發行第二張主要專輯《Editorial》，並宣布下一全國巡演的演唱會標題為「Official髭男dism one - man tour 2021-2022 - Editorial -（日语：Official髭男dism one - man tour 2021-2022 - Editorial -）」。[36]
- 8月18日，髭男的第二張主要專輯《Editorial》發行。專輯首周售出108,164張，在8月25日公佈的Billboard JAPAN「Top Album Sales」獲得第一位。[37]〈アポトーシス(細胞凋亡)（日语：アポトーシス (Official髭男dismの曲)）〉為本專輯的主打曲，於8月11日預先發行。
- 專輯發行後，於8月28日在東京歌劇城舉行了線上免費直播「Official髭男dism『Editorial』発売記念ONLINE FREE LIVE」。 在這張專輯發行的同時，第5張單曲〈Universe（日语：Universe (Official髭男dismの曲)）〉的CD+Blu-ray/CD+DVD版本中收錄的《映像作品Official髭男dism ONLINE LIVE 2020 -Arena Travelers-》樂曲也開始數位發行。[38]隔年3月3日，《Editorial》獲得了2022年第14屆「第14回CDショップ大賞2022」中的大賞受賞作品<赤>[39]，這是該樂隊第二次獲得CD店大獎，第一次是2020 年第十二屆的《Traveler》。
- 12月1日，「第3回Apple Music Awards」中新設立的「日本のアーティスト・オブ・ザ・イヤー」獎項獲獎。這是日本音樂藝人首次獲得此獎項。髭男：「我們不知道日本藝人能贏得這個獎項，我們被告知時相當驚訝。非常高興成為首屆Apple Music年度藝人獎 (日本) 的獲獎者。」。[40]

2022
- 1月7日，為電影《信用詐欺師JP：英雄篇》創作的主題曲〈Anarchy（日语：Anarchy (曲)）〉數位限定發行。
- 4月15日，他們發行了第七張數位限定單曲〈ミックスナッツ(混和堅果)（日语：ミックスナッツ (曲)）〉。這首歌被創作為電視動畫《SPY×FAMILY》的第一季片頭曲。 同日，專輯《Editorial》的器樂版《Editorial (Instrumental) 》也開始發行。
- 6月22日，發行第四張迷你專輯《ミックスナッツ EP（日语：ミックスナッツ EP）》。收錄曲〈Choral A〉是8月26日上映的電影《異動辭令は音楽隊!》的主題曲。這首歌由擁有電影舞台和警察樂團經驗的楢崎誠創作。
- 9月28日起，HALL規模演唱會「Official髭男dism SHOCKING NUTS TOUR（日语：Official髭男dism SHOCKING NUTS TOUR）」開始。
- 10月5日、映像作品《Official髭男dism one-man tour 2021-2022 -Editorial- @SAITAMA SUPER ARENA》和只有音訊的數位限定盤同時發行。[41]
- 10月10日，宣布將負責為第90回NHK全國學校音樂比賽初中部創作主題曲，該比賽將於隔年10月舉行[42]。2023年3月1日，宣布歌曲名稱為〈Chessboard（日语：Chessboard/日常）〉。
- 10月12日，他們發行了第十張數位限定單曲〈Subtitle〉。這首歌是為富士電視台週四電視劇《silent》創作的主題曲，在Oricon每週串流排行榜上連續兩週取得了超過2000萬次的周播放次數，這在Oricon歷史上屬首次。[43]
- 11月16日，宣布將參加12月31日播出的第73回NHK紅白歌合戰。這是髭男自第70屆以來第三次參加紅白。隨後宣布歌曲為〈Subtitle〉。

2023
- 1月11日，為電視動畫《東京卍復仇者 聖夜決戰篇》片頭曲創作的〈ホワイトノイズ(白噪音)〉作為第9張數位限定單曲發行。
- 3月11日，藤原被診斷出患有聲帶息肉，需要接受療養，因此宣布原定參加的活動取消。
- 3月20日，宣布負責日本電視台《news zero》2023年主題曲。4月3日，宣布這首歌曲名為〈日常（日语：Chessboard/日常）〉。
- 4月21日，發行第10首發行數位限定單曲〈TATTOO〉。這首歌是TBS週五電視劇《Pending Train－8時23分，明天和你在一起》的主題曲，並於同日開始播出。
- 9月13日，樂團發行了將近兩年半沒發行的實體單曲〈Chessboard/日常（日语：Chessboard/日常）〉。這是髭男的首張雙A面單曲，〈Chessboard（日语：Chessboard/日常）〉於8月9日開始預先數位發行。
- 10月30日，樂隊宣布新歌〈SOULSOUP（日语：SOULSOUP）〉將被用作12月22日上映的《劇場版 SPY×FAMILY CODE: White》的主題曲。 這是自第一季的片頭曲〈ミックスナッツ(混和堅果)（日语：ミックスナッツ (曲)）〉之後，樂隊第二次與《SPY×FAMILY》系列合作。[44]這首歌於12月13日數位限定發行。[45]
- 11月13日，宣布將參加第74回NHK紅白歌合戰。這是髭男自第70屆以來第四次參加紅白。後來公布了曲目為〈Chessboard（日语：Chessboard/日常）〉。

2024
- 4月25日，他們宣布於5月7日將在日本全國FM電台放送一年三個月以來的LIVE「Official髭男dism Live at Radio」。[46]
- 5月7日舉辦的「Official髭男dism Live at Radio」中，宣布7月23日將於Zepp Haneda(TOKYO)舉辦「Official髭男dism one-man live 2024 -UNOFFICIAL-」，同時，宣布於7月24日發行第三張主要專輯《Rejoice》，包含已經發行的8首單曲在內，共16首歌曲，並在9月20日於全國開始專輯同名競技場規模巡演「Official髭男dism Arena Tour 2024 -Rejoice-」。[47]
- 6月14日，宣布專輯《Rejoice》的歌曲〈Sharon〉將作為電視劇《山岳醫生》的主題曲，並公布專輯《Rejoice》所有曲目。〈Sharon〉於7月3日先行發行。〈B-Side Blues〉為本專輯的主打曲。
- 7月23日，舉辦時隔1年5個月的有觀眾LIVE「Official髭男dism one-man live 2024 -UNOFFICIAL-」，藤原表示：「能夠如此順利地歸來，全靠大家的支持。真的非常感謝。」[48]
- 8月8日，宣布決定於同年將舉辦首次亞洲巡演「OFFICIAL HIGE DANDISM ASIA TOUR 2024 – Rejoice – 」，分別為11月30日、12月1日的韓國首爾與12月15日的台灣台北共三場公演。
- 9月7日，宣布為電視動畫《青春之箱》創作片頭曲〈Same Blue（日语：Same Blue）〉。
- 9月17日，宣布為電影《工作細胞》真人版創作主題曲〈50%〉。

2025
- 4月24日舉辦「Official髭男dism one-man live 2025 -UNOFFICIAL-」，5月17日開始，展開樂隊首次體育場巡演「OFFICIAL HIGE DANDISM LIVE at STADIUM」，8月16日·17日參加「SUMMER SONIC 2025」，8月20日參加「ROCK IN JAPAN FESTIVAL 2025」，8月30日參加「SWEET LOVE SHOWER 2025 30th ANNIVERSARY」，9月7日參加「1CHANCE FESTIVAL 2025」。
- 7月18日，宣布為9月19日上映動畫電影《一百公尺。—100M—》創作主題曲〈らしさ〉。

## 成員
藤原聰
- 身高164cm，血型為O型。
- 別名為「聰醬」（さとっちゃん）。
- 高中時期在吹奏樂部負責打擊樂。
- 在大一時與鳥取大學和島根大學的學生共同成立的樂隊「ぼすとん茶の湯會」擔任鼓手。
- 2012年6月7日成立「Official髭男dism」時才成為主唱。
- 於鳥取縣立米子東高等學校和島根大學畢業後，在銀行當了營業員兩年。選擇在銀行工作的原因，是因為可以在星期六、日和公眾假期休息。[49]。
- 喜歡命運石之門、東京卍復仇者、間諜家家酒、將太的壽司等作品。
- 2019年11月22日宣布結婚[50]。
- Keytar「Roland AX-Edge」於LIVE〈FIRE GROUND〉曲目唯一使用。
- 2023年3月11日，被診斷出聲帶息肉，樂團暫時暫停活動[51]。

小笹大輔
- 身高158cm，血型為O型。
- 別名為「大輔君」（だいすけくん）。
- 是樂團中年紀最小的成員。
- 於松江工業高等専門學校畢業。
- 喜歡三溫暖，喜歡動物，特別是貓。
- 吉他的靈感來自Hi-STANDARD的作品，由於這種的影響，他喜歡朋克和旋律音芯。
- 〈Rowan〉、〈Bedroom Talk〉是他創作的歌。
- 在演奏〈宿命〉時部分段落會演奏落地鼓。
- 2019年7月30日宣布結婚。

楢崎誠
- 身高169.8cm，血型為O型。
- 別名為「山陰的羅蘭」（山陰のローランド）。
- 於廣島縣立神邊旭高等學校畢業，在中學是網球部所屬。
- 在廣島縣立神邊旭高等學校屬於銅管樂團。
- 他擁有音樂老師執照，並且曾在島根警察音樂團擔任薩克斯風的兼職。Live裡多項歌曲會演奏薩克斯風，包括在現場表演上演奏經典歌曲〈BROTHERS〉。
- 在〈宿命〉和〈 I LOVE ...〉等多項曲目中，他負責合成器貝斯。
- 〈旅は道連れ〉〈みどりの雨避け〉〈Choral A〉是他創作的歌。
- 2020年2月24日宣布和E-girls前成員山本紗也加結婚[53]。
- 喜歡打麻將。

松浦匡希
- 身高178cm，血型為O型。
- 別名為「山陰的狄卡皮歐」（山陰のディカプリオ）。
- 於鳥取縣的鳥取縣立境高等學校（日语：鳥取県立境高等学校）和島根大學畢業。
- 興趣是釣魚。
- 中學時獲得了劍道一段，曾是劍道部的部長，並在那裡被任命為團隊比賽的將軍。在初中二年級時，他曾在米子市上的劍道比賽中獲得第二名的經驗。
- 在國二時有位彈吉他的同班同學，因為感覺劍道腳要用力踩手腕也要用力就被這個同學以「好像可以試試打鼓」邀請，而有了接觸架子鼓的機遇。[54]
- 〈フィラメント〉是他與藤原聰共同創作的第一首歌曲。
- 2019年12月18日宣布結婚。

## 支援成員
湯本淳希 (Atsuki from FIRE HORNS)
小號與長號。自從Official髭男dism主流出道後便一直參與音源的錄製。〈ミックスナッツ〉的管樂編曲者。
川島稔弘 (Tocchi from FIRE HORNS)
長號。
Andy Wulf
薩克斯風與長笛。加拿大籍。
ぬましょう （細沼章吾）
打擊樂。曾與出道前的Official髭男dism在live house進行對演。也是樋口愛、Omoinotake、TRUE、Mrs. GREEN APPLE等音樂藝人的支援樂手。在支援Official髭男dism的LIVE，他擺列出的樂器是最多的。
宮田'Lefty'Ryo （イトヲカシ）
控制台、鍵盤、低音和合唱等。 在楢崎誠演奏薩克斯風時負責貝斯。
善岡慧一 （よっしー）
鋼琴、小號。是楢崎誠的大學同學。收到邀請的時候，樂隊正在尋找一名支援鍵盤手以便藤原聰能專注於歌唱。
門脇大輔
小提琴手。參與了〈Laughter〉、〈みどりの雨避け〉的弦樂編曲，目前參與了2020年9月26日線上演唱會公演。
ILLICIT TSUBOI
擔任〈Rowan〉的DJ，目前參與了2020年9月26日線上演唱會公演。
秋谷弘大
吉他、鍵盤。宮田無暇出演時會代替上場。
高瀨洸音
小號。「Official髭男dism one-man live 2024 -UNOFFICIAL-」以後參加。
Olivia Burrell
和聲。牙買加裔加拿大籍。「Official髭男dism Arena Tour 2024 - Rejoice -」以後參加。
KOTETSU
和聲。「Official髭男dism Arena Tour 2024 - Rejoice -」以後參加。
ソラナヒトミ
和聲。「Official髭男dism one-man live 2025 -UNOFFICIAL-」以後參加。

## 音樂作品

### 實體單曲
|     | 發行日期      | 標題(括號內為 非官方翻譯) | 唱片編號                        | Oricon實體銷售週榜最高位 | 收錄專輯  |
| --- | ------------- | ------------------------- | ------------------------------- | ------------------------ | --------- |
| 1st | 2018年4月11日 | ノーダウト （無可置疑）   | PCCA-70529（完全限定生產盤）    | 51位                     | Escapade  |
| 2nd | 2019年5月15日 | Pretender                 | PCCA-04784（初回限定盤）        | 9位                      | Traveler  |
| 2nd | 2019年5月15日 | Pretender                 | PCCA-04785（通常盤）            | 9位                      | Traveler  |
| 3rd | 2019年7月31日 | 宿命                      | PCCA-70544                      | 15位                     | Traveler  |
| 4th | 2020年2月12日 | I LOVE...                 | PCCA-70549                      | 5位                      | Editorial |
| 5th | 2021年2月24日 | Universe                  | PCCA-06010（CD+Live Blu-ray盤） | 3位                      | Editorial |
| 5th | 2021年2月24日 | Universe                  | PCCA-06011（CD+Live DVD盤）     | 3位                      | Editorial |
| 5th | 2021年2月24日 | Universe                  | PCCA-70553（通常盤）            | 3位                      | Editorial |
| 6th | 2023年9月13日 | Chessboard/日常           | PCCA-70563（通常盤）            | 6位                      | Rejoice   |
| 6th | 2023年9月13日 | Chessboard/日常           | PCCA-06225（CD+Live DVD盤）     | 6位                      | Rejoice   |
| 6th | 2023年9月13日 | Chessboard/日常           | PCCA-06224（CD+Live Blu-ray盤） | 6位                      | Rejoice   |

### 數位單曲
|      | 發行日期       | 標題                                | Billboard JAPAN Hot 100最高位 | RIAJ串流媒體認證 | 收錄專輯   |
| ---- | -------------- | ----------------------------------- | ----------------------------- | ---------------- | ---------- |
| 1st  | 2017年7月21日  | Tell Me Baby/ブラザーズ（Brothers） | -                             | -                | Escaparade |
| 2nd  | 2018年8月6日   | バッドフォーミー（Bad for Me）      | 93位                          | 金               | Traveler   |
| 先行 | 2018年9月30日  | Stand By You                        | 10位                          | 雙白金           | Traveler   |
| -    | 2019年4月17日  | Pretender                           | 1位                           | 鑽石             | Traveler   |
| -    | 2019年7月9日   | 宿命                                | 3位                           | 三白金           | Traveler   |
| 先行 | 2019年9月11日  | イエスタデイ（Yesterday）           | 2位                           | 三白金           | Traveler   |
| -    | 2020年1月15日  | I LOVE...                           | 1位                           | 鑽石             |            |
| 3rd  | 2020年4月10日  | パラボラ（拋物線）                  | 6位                           | 白金             | Editorial  |
| 4th  | 2020年7月10日  | Laughter                            | 10位                          | 雙白金           | Editorial  |
| 先行 | 2020年7月24日  | HELLO                               | 4位                           | 白金             | Editorial  |
| -    | 2021年1月9日   | Universe                            | 4位                           | 白金             | Editorial  |
| 5th  | 2021年5月7日   | Cry Baby                            | 4位                           | 三白金           | Editorial  |
| 先行 | 2021年8月11日  | アポトーシス（Apoptosis）           | 8位                           | 白金             | Editorial  |
| 6th  | 2022年1月7日   | Anarchy                             | 12位                          | 金               | Rejoice    |
| 7th  | 2022年4月15日  | ミックスナッツ（混合堅果）          | 1位                           | 鑽石             | Rejoice    |
| 8th  | 2022年10月12日 | Subtitle                            | 1位                           | 鑽石             | Rejoice    |
| 9th  | 2023年1月11日  | ホワイトノイズ（白噪音）            | 5位                           | 白金             | Rejoice    |
| 10th | 2023年4月21日  | TATTOO                              | 6位                           | 雙白金           | Rejoice    |
| -    | 2023年8月9日   | Chessboard                          | 18位                          | 金               | Rejoice    |
| -    | 2023年9月13日  | 日常                                | 20位                          | 金               | Rejoice    |
| 11th | 2023年12月13日 | SOULSOUP                            | 12位                          | 金               | Rejoice    |
| 先行 | 2024年7月3日   | Sharon                              | 32位                          | -                | Rejoice    |
| 12th | 2024年10月2日  | Same Blue                           | 5位                           | 金               | 未收錄     |
| 13th | 2024年12月13日 | 50%                                 | 16位                          | -                | 未收錄     |
| 14th | 2025年8月6日   | らしさ（本色）                      | -                             | -                | 未收錄     |

### 合作單曲
| 發行日期      | 合作對象   | 標題 |
| ------------- | ---------- | ---- |
| 2015年2月11日 | 山根萬里奈 |      |

### EP‧ 迷你專輯
| |
| 1. SWEET TWEET 2. 恋の前ならえ 3. 夕暮れ沿い 4. 雪急く朝が来る 5. 始発が導く幸福論 6. 愛なんだが… 7. parade 8. ダーリン。 |

| |
| 1. Clap Clap 2. コーヒーとシロップ 3. Happy Birthday To You 4. 恋の去り際 5. ゼロのままでいられたら 6. 日曜日のラブレター |

| |
| 1. 始まりの朝 2. 犬かキャットかで死ぬまで喧嘩しよう! 3. 異端なスター 4. 55 5. Rolling 6. イコール 7. Trailer |

|                                                 |
| 1. LADY 2. Driver 3. Tell Me Baby 4. ブラザーズ |

|                                                                   |
| 1. What's Going On? 2. 未完成なままで 3. ニットの帽子 4. 黄色い車 |

|                                                                    |
| 1. Stand By You 2. Fire Ground 3. バッドフォーミー 4. Stand By You |

|                                                |
| 1. Hello 2. パラボラ 3. Laughter 4. 夏模様の猫 |

|                                                  |
| 1. ミックスナッツ 2. Anarchy 3. Choral A 4. 破顔 |

### 專輯
| | 發行日期      | 標題                       | 收錄曲目 |
| --- | ------------- | -------------------------- | --- |
| 1st | 2018年4月11日 | エスカパレード(Escaparade) | \| \| \| 1. 115万キロのフィルム 2. ノーダウト 3. ESCAPADE 4. LADY 5. たかがアイラブユー 6. されど日々は 7. 可能性 (prod.Masayoshi Iimori) 8. Tell Me Baby 9. Second LINE 10. Driver 11. 相思相愛 12. ブラザーズ 13. 発明家 \| |
| 1st | 2018年4月11日 | エスカパレード(Escaparade) | |
| 1. 115万キロのフィルム 2. ノーダウト 3. ESCAPADE 4. LADY 5. たかがアイラブユー 6. されど日々は 7. 可能性 (prod.Masayoshi Iimori) 8. Tell Me Baby 9. Second LINE 10. Driver 11. 相思相愛 12. ブラザーズ 13. 発明家 |               |                            | |

| |
| 1. イエスタデイ 2. 宿命 3. Amazing 4. Rowan 5. バッドフォーミー 6. 最後の恋煩い 7. ビンテージ 8. Stand By You 9. FIRE GROUND 10. 旅は道連れ 11. 052519 12. Pretender 13. ラストソング 14. Travelers |

| |
| 1. Editorial 2. アポトーシス 3. I LOVE... 4. フィラメント 5. HELLO 6. Cry Baby 7. Shower 8. みどりの雨避け 9. パラボラ 10. ペンディング・マシーン 11. Bedroom Talk 12. Laughter 13. Universe 14. Lost In My Room |

| |
| 1. Finder 2. Get Back To 人生 3. ミックスナッツ 4. SOULSOUP 5. キャッチボール 6. 日常 7. I'm home (interlude) 8. Sharon 9. 濁点 10. Subtitle 11. Anarchy (Rejoice ver.) 12. ホワイトノイズ 13. うらみつらみきわみ 14. Chessboard 15. TATTOO 16. B-Side Blues |

#### LIVE專輯
|      | 發行日期      | 標題                                                                     | 唱片廠牌      |
| ---- | ------------- | ------------------------------------------------------------------------ | ------------- |
| 1st  | 2020年2月12日 | Official髭男dism one-man tour 2019@日本武道館                            | 波麗佳音      |
| 配信 | 2021年8月18日 | Official髭男dism ONLINE LIVE 2020 -Arena Travelers-                      | IRORI Records |
| 2nd  | 2022年10月5日 | Official髭男dism one-man tour 2021-2022 -Editorial- @SAITAMA SUPER ARENA | IRORI Records |

### 歌曲提供
| 標題              | 備考 |
| ----------------- | --- |
| TRAVEL FANTASISTA | 有安杏果於2017年10月11日發行的第一張專輯《ココロノオト》的收錄曲。 作詞・作曲為藤原聰，編曲為Official髭男dism。 |
| Break it down     | 鈴木愛理於2019年12月18日發行的第二張專輯《i》的收錄曲。 作詞・作曲為藤原聰，編曲為Official髭男dism。            |

## 合作
| 年     | 標題                                | 合作對象                                                                  |
| ------ | ----------------------------------- | ------------------------------------------------------------------------- |
| 2015年 | 恋の前ならえ                        | 山陰中央電視台「着席!マナビーヤβ」片尾曲                                  |
| 2015年 | 恋の前ならえ                        | 日本海電視台「1ch Music」4月片尾曲                                        |
| 2015年 | 恋の前ならえ                        | 札幌大学「私を変える大学2016」廣告曲                                      |
| 2016年 | 恋の前ならえ                        | 時尚應用程式「It’shere.」網路廣告曲                                       |
| 2016年 | What's Going On?                    | 「鷹の爪団のSHIROZEME in 国宝松江城 2016」應援曲                          |
| 2016年 | 黄色い車                            | LINE LIVE動畫《秘密結社鷹の爪GT》主題曲                                   |
| 2016年 | 笑顔の待つ場所                      | 山陰中央電視台45週年紀念曲                                                |
| 2017年 | 始まりの朝                          | 中京電視台「前略、大徳さん」天氣區域背景音樂                              |
| 2017年 | 異端なスター                        | 札幌電視台「熱烈!ホットサンド!」5月片尾主題曲                             |
| 2017年 | 犬かキャットかで死ぬまで喧嘩しよう! | 廣島女學院大學 2017年廣告曲                                               |
| 2017年 | Driver                              | 名古屋電視台《デルサタ》2017年下半年主題曲                                |
| 2017年 | SWEET TWEET                         | 島根大学 PV曲                                                             |
| 2018年 | ノーダウト                          | 富士電視台月9電視劇《信用詐欺師JP》主題曲                                 |
| 2018年 | ESCAPADE                            | ノートルダム清心女子大学 廣告曲                                           |
| 2018年 | バッドフォーミー                    | 大阪電視台・BS東視真夜中電視劇J《Good Bye》主題曲                         |
| 2018年 | FIRE GROUND                         | 電視動畫《火之丸相撲》第一季片頭曲                                        |
| 2018年 | Stand By You                        | Apple Music 廣告曲                                                        |
| 2019年 | Pretender                           | 電影《信用詐欺師JP：浪漫篇》主題曲                                        |
| 2019年 | 宿命                                | 2019 ABC電視台夏季高中棒球應援曲、阪神電氣鐵道甲子園站列車接近音樂        |
| 2019年 | 宿命                                | 朝日電視台《熱闘甲子園》（第101回全國高等學校野球選手權大會）主題曲       |
| 2019年 | イエスタデイ                        | 動畫電影《HELLO WORLD》主題曲                                             |
| 2019年 | ビンテージ                          | Netflix・FOD《戀愛巴士：非洲之旅》主題曲                                  |
| 2019年 | 旅は道連れ                          | スズキ「スイフト」廣告曲                                                  |
| 2019年 | 115万キロのフィルム                 | 羅姆「electric landscape」篇廣告曲                                        |
| 2020年 | I LOVE...                           | TBS週二連續劇《戀愛可以持續到天長地久》主題曲                             |
| 2020年 | I LOVE...                           | Apple Music 廣告曲                                                        |
| 2020年 | 最後の恋煩い                        | 關西電視台・富士電視台特別劇「U-NEXT presents あと3回、君に会える」主題曲 |
| 2020年 | ビンテージ                          | 關西電視台・富士電視台特別劇「U-NEXT presents あと3回、君に会える」劇中曲 |
| 2020年 | ラストソング                        | 關西電視台・富士電視台特別劇「U-NEXT presents あと3回、君に会える」劇中曲 |
| 2020年 | HELLO                               | 富士電視台《鬧鐘電視》2020年主題曲                                        |
| 2020年 | パラボラ                            | 朝日飲料「可爾必思」廣告曲                                                |
| 2020年 | Amazing                             | 鬱金香電視台《#きとキュン♡トラベラー with T》片頭曲                       |
| 2020年 | Laughter                            | 電影《信用詐欺師JP：公主篇》主題曲                                        |
| 2020年 | 115万キロのフィルム                 | 電影《交錯的想念》主題曲                                                  |
| 2021年 | Cry Baby                            | 電視動畫《東京卍復仇者》片頭曲                                            |
| 2021年 | パラボラ                            | 放課後可爾必思網劇「すべての恋は片想いからはじまるっぽい」主題曲          |
| 2021年 | アポトーシス                        | Apple Music「音があふれる空間をいつでも手の中に」廣告曲                   |
| 2021年 | フィラメント                        | 富士電視台「富士通日本體育特別第33屆出雲全日本大學選拔接力賽」接力主題曲  |
| 2021年 | 115万キロのフィルム                 | 羅姆「Electronics for the Future」篇廣告曲                                |
| 2022年 | Anarchy                             | 電影《信用詐欺師JP：英雄篇》主題曲                                        |
| 2022年 | Universe                            | 電影《大雄的宇宙小戰爭 2021》主題曲                                       |
| 2022年 | ミックスナッツ                      | 電視動畫《SPY×FAMILY》第一季片頭曲                                        |
| 2022年 | Choral A                            | 電影《異動辞令は音楽隊!》主題曲                                           |
| 2022年 | Cry Baby                            | ダイドードリンコ「珈琲抗争 勃発」篇廣告曲                                 |
| 2022年 | Subtitle                            | 富士電視台週四劇場《Silent》主題曲                                        |
| 2022年 | フィラメント                        | 富士電視台「富士通日本體育特別第34屆出雲全日本大學選拔接力賽」接力主題曲  |
| 2023年 | Pretender                           | 東京電視台《有吉ぃぃeeeee!そうだ!今からお前んチでゲームしない?》1月片尾曲 |
| 2023年 | ホワイトノイズ                      | 電視動畫《東京卍復仇者 聖夜決戦編》片頭曲                                 |
| 2023年 | ホワイトノイズ                      | ダイドードリンコ「止めろ! 珈琲抗争!」篇廣告曲                             |
| 2023年 | ホワイトノイズ                      | 電視動畫《東京卍復仇者 天竺編》片頭曲                                     |
| 2023年 | TATTOO                              | TBS週五連續劇《Pending Train－8時23分，明天和你在一起》主題曲             |
| 2023年 | Chessboard                          | 合唱比賽「第90屆NHK全國中小學生音樂大賽」國中組歌曲                       |
| 2023年 | Chessboard                          | NHK《みんなのうた》2023 年 8 月/9 月播出的歌曲                            |
| 2023年 | 日常                                | 日本電視台《news zero》2023年主題曲                                       |
| 2023年 | フィラメント                        | 富士電視台「富士通日本體育特別第35屆出雲全日本大學選拔接力賽」接力主題曲  |
| 2023年 | SOULSOUP                            | 電影《劇場版 SPY×FAMILY CODE: White》主題曲                               |
| 2023年 | Subtitle                            | 「第43回さっぽろホワイトイルミネーション」合作曲                          |
| 2024年 | Sharon                              | 關西電視台・富士電視台月10電視劇《山岳醫生》主題曲                        |
| 2024年 | B-Side Blues                        | KIRIN麒麟「午後紅茶」廣告曲                                               |
| 2024年 | Same Blue                           | 電視動畫《青春之箱》片頭曲                                                |
| 2024年 | 50%                                 | 電影《工作細胞》真人版主題曲                                              |
| 2024年 | フィラメント                        | 富士電視台「富士通日本體育特別第36屆出雲全日本大學選拔接力賽」接力主題曲  |
| 2025年 | らしさ                              | 動畫電影《一百公尺。—100M—》主題曲                                        |

### 其他使用
| 起用年 | 標題      | 合作對象                    |
| ------ | --------- | --------------------------- |
| 2024年 | Pretender | JR米子站 發車鈴聲           |
| 2024年 | Pretender | 新型特急八雲號列車 車内鈴聲 |
| 2024年 | I LOVE…   | 新型特急八雲號列車 車内鈴聲 |

## LIVE
|              |
| 因疫情取消。 |

| 1會場三公演                |
| ぴあアリーナMM（神奈川縣） |

| 10會場21公演 |
| 9/28・9/29 リンクステーションホール青森 (青森縣) 10/13・10/14 名古屋国際会議場センチュリーホール (愛知縣) 10/25・10/26・10/29 日本武道館 (東京都) 11/16 旭川市民文化会館 (北海道) 11/17 札幌文化芸術劇場 (北海道) 11/28・11/29 ふくやま芸術文化ホール (廣島縣) 12/6・12/7 福岡サンパレス (福岡縣) 12/13・12/14 オーバード・ホール (富山縣) 12/21・/12/22 仙台サンプラザホール (宮城縣) 2023/1/30・1/31 フェスティバルホール (大阪府) 2/15・2/16 日本武道館 (東京都) - 10月30日 樂團成員確診感染新型冠狀病毒 並宣布原定於同日舉行的東京都・日本武道館公演 以及11月4日・5日預定舉行的大阪府・フェスティバルホール公演延期。 - フェスティバルホール的公演改為2023年1月30日與31日。日本武道館的公演改為2月16日並追加2月15日一場公演。 |

| 10會場21公演 |
| 9/28・9/29 リンクステーションホール青森 (青森縣) 10/13・10/14 名古屋国際会議場センチュリーホール (愛知縣) 10/25・10/26・10/29 日本武道館 (東京都) 11/16 旭川市民文化会館 (北海道) 11/17 札幌文化芸術劇場 (北海道) 11/28・11/29 ふくやま芸術文化ホール (廣島縣) 12/6・12/7 福岡サンパレス (福岡縣) 12/13・12/14 オーバード・ホール (富山縣) 12/21・/12/22 仙台サンプラザホール (宮城縣) 2023/1/30・1/31 フェスティバルホール (大阪府) 2/15・2/16 日本武道館 (東京都) - 10月30日 樂團成員確診感染新型冠狀病毒 並宣布原定於同日舉行的東京都・日本武道館公演 以及11月4日・5日預定舉行的大阪府・フェスティバルホール公演延期。 - フェスティバルホール的公演改為2023年1月30日與31日。日本武道館的公演改為2月16日並追加2月15日一場公演。 |

| 5會場10公演 |
| 9/20・9/21 マリンメッセ福岡 (福岡縣) 9/28・9/29 大阪城ホール (大阪府） 10/18・10/19 ポートメッセなごや （愛知縣） 11/12・11/13 Kアリーナ横浜 （神奈川縣） 11/19・11/20 真駒内セキスイハイムアイスアリーナ （北海道） - 12月16日宣布將於2025年3月17日配信於2024年11月13日在K-Arena橫濱的公演演出，並公開了同場〈Same Blue〉的演唱會影像，2025年3月17日配信當天公開了同場〈Chessboard〉的演唱會影像。 |

| 5會場10公演 |
| 9/20・9/21 マリンメッセ福岡 (福岡縣) 9/28・9/29 大阪城ホール (大阪府） 10/18・10/19 ポートメッセなごや （愛知縣） 11/12・11/13 Kアリーナ横浜 （神奈川縣） 11/19・11/20 真駒内セキスイハイムアイスアリーナ （北海道） - 12月16日宣布將於2025年3月17日配信於2024年11月13日在K-Arena橫濱的公演演出，並公開了同場〈Same Blue〉的演唱會影像，2025年3月17日配信當天公開了同場〈Chessboard〉的演唱會影像。 |

| 2國2會場3公演                                                                                 |
| 11/30・12/1 KINTEX Hall 5 (韓國・首爾) 12/15 台北小巨蛋 (台灣・台北) - 11月30日的公演為加場。 |

| 2國2會場3公演                                                                                 |
| 11/30・12/1 KINTEX Hall 5 (韓國・首爾) 12/15 台北小巨蛋 (台灣・台北) - 11月30日的公演為加場。 |

| |
| 日本武道館。原為2023年4月13日舉行，因藤原聰3月診斷出聲帶息肉，行程取消，改由大輔參加演唱會，而後2024年9月26日宣布重新舉辦。 |

| 2會場4公演 |
| 5/17・5/18 長居陸上競技場 (大阪府) 5/31・6/1 日產體育場 (神奈川縣) - 樂團首次體育場巡演 - 6月1日的終場公演宣布將這天的演唱會影像以劇場版10月17日上映全國47都道府縣電影院。 - 6月14日公開了在日場體育場〈50%〉的演唱會影像。 |

| 2會場4公演 |
| 5/17・5/18 長居陸上競技場 (大阪府) 5/31・6/1 日產體育場 (神奈川縣) - 樂團首次體育場巡演 - 6月1日的終場公演宣布將這天的演唱會影像以劇場版10月17日上映全國47都道府縣電影院。 - 6月14日公開了在日場體育場〈50%〉的演唱會影像。 |

| 1會場2公演                                                                        |
| 10/11・10/12 TOYOTA ARENA TOKYO (東京都) - TOYOTA ARENA TOKYO的音樂LIVE開幕公演。 |

| 1會場2公演                                                                        |
| 10/11・10/12 TOYOTA ARENA TOKYO (東京都) - TOYOTA ARENA TOKYO的音樂LIVE開幕公演。 |

## 媒體演出

### 電視
- SONGS（NHK綜合）
  - #545（2020年8月22日）
  - #581（2021年9月9日）
  - #606（2022年6月23日）
  - #662（2024年9月19日）
- news zero（2023年12月14日・15日、日本テレビ）

### 音樂特番
- MUSIC STATION (朝日電視台)
  - MUSIC STATION 3時間SP（2019年10月18日）
  - MUSIC STATION ULTRA SUPER LIVE 2019（2019年12月27日）
  - MUSIC STATION 戀愛歌曲3小時SP（2021年2月19日）
  - MUSIC STATION SUMMER FES（2021年8月20日）
- CDTV LIVE! LIVE! (TBS電視台)
  - CDTV LIVE! LIVE! 首播4小時特別節目（2020年3月30日）
  - CDTV LIVE! LIVE! 夏季音樂節四小時特別節目 （2020年8月10日）
  - CDTV LIVE! LIVE! 3小時特別節目（2021年8月30日）
  - CDTV LIVE! LIVE! 聖誕節4小時特別節目（2022年12月19日）
- SPACE SHOWER SWEET LOVE SHOWER 2019 富士電視台ver （2020年4月4日、富士電視台）
- FNS歌謠祭（富士電視台）
  - 2020 FNS歌謠祭 夏（2020年8月26日）
  - 2021 FNS歌謠祭 夏（2021年7月14日）
  - 2022 FNS歌謠祭（2022年12月7日・14日）
- THE MUSIC DAY 2021 音樂不會停止（2021年7月3日、日本電視台）
- 音樂之日 2021（2021年7月17日、TBS電視台）
- NHK MUSIC SPECIAL Official髭男dism（2023年12月28日、NHK）

### NHK紅白歌合戦出場歴
| 年度   | 放送回 | 回 | 曲目       | 備考                                                                 |
| ------ | ------ | -- | ---------- | -------------------------------------------------------------------- |
| 2019年 | 第70回 | 初 | Pretender  |                                                                      |
| 2020年 | 第71回 | 2  | I LOVE...  | NHK放送中心CT-101工作室轉播                                          |
| 2022年 | 第73回 | 3  | Subtitle   | NHK放送中心CT-101工作室錄製                                          |
| 2023年 | 第74回 | 4  | Chessboard | NHK放送中心CT-101工作室錄製 與全國中學生應募的歌唱影片進行合作表演。 |

### 廣播
- SCHOOL OF LOCK!（2020年4月1日 - 2021年3月31日，FM東京） - 「HIGEDAN LOCKS!」單元主持人

## 外部連結
- Official鬍子男dism官方網站 （页面存档备份，存于）
- Official髭男dism的X（前Twitter）
  - 藤原聡的X（前Twitter）
  - 小笹大輔的X（前Twitter）
  - 楢﨑誠的X（前Twitter）
  - 松浦匡希的X（前Twitter）
- Official髭男dism的Instagram帳戶
  - 藤原聡的Instagram帳戶
  - 小笹大輔的Instagram帳戶
  - 楢﨑誠的Instagram帳戶
  - 松浦匡希的Instagram帳戶
- Official髭男dism的Facebook專頁
- YouTube上的Official髭男dism頻道
  - YouTube上的HIGEDAN's Official Video播放列表
  - YouTube上的HiGEDAN's Live Video播放列表
- FM FUJI「ロヂウラベース」的X（前Twitter）
- Eggs アーティストページ （页面存档备份，存于）